# Born Yesterday (singolo)
Born Yesterday è un singolo della musicista venezuelana Arca con la partecipazione della cantante australiana Sia, pubblicato il 4 ottobre 2021 come primo estratto dal quinto album in studio di Arca KICK ii.

## Descrizione
Il singolo è stato rilasciato dalla XL Recordings a sorpresa, senza alcuna anticipazione anteriore, su tutte le piattaforme di streaming il 4 ottobre 2021. Lo stesso giorno Arca ha annunciato l'uscita del suo quinto album in studio, KICK ii – di cui il brano è singolo promozionale –, insieme alle tracce in esso contenute. Nell'occasione, la musicista ha comunicato tramite i suoi canali social:
Born Yesterday è stato scritto da Arca e Sia con la collaborazione della produttrice americana JMIKE; Sia è inoltre l'unica a cantare nel brano. La demo della canzone aveva subìto un leak già nel 2014, quando si ipotizzava che fosse stata proposta alla cantante statunitense Katy Perry.
Il brano è stato descritto di genere pop d'avanguardia influenzato dalla ballata elettronica nello stile di Sia, mentre la base ricorda l'atmosfera ambient dell'album omonimo di Arca.

## Video musicale
Il video musicale del brano, diretto da KinkiFactory, è stato pubblicato il 4 ottobre 2021 attraverso il canale YouTube di Arca, e vede la musicista venezuelana danzare e cantare in playback con la voce di Sia.

## Tracce
Testi di Sia, musiche di Arca e JMIKE.
1. Born Yesterday (feat. Sia) – 3:18

## Formazione
Crediti tratti dall'edizione streaming del singolo.
- Arca – produzione, performer associata, autrice delle musiche;
- Jmike – produzione, performer associata, autrice delle musiche;
- Rob Kleiner – ingegnere;
- Sia – produzione, performer associata, autrice dei testi.

## Classifiche
| Classifica (2021) | Posizione massima |
| ----------------- | ----------------- |
| US Dance          | 18                |